# Virginio Pizzali
Virginio Pizzali (Mortegliano, 28 dicembre 1934 – Udine, 14 novembre 2021) è stato un pistard e ciclista su strada italiano, vincitore della prova di inseguimento a squadre ai Giochi olimpici 1956 e professionista dal 1957 al 1964.

## Carriera
Originario di Mortegliano, cominciò a pedalare all'età di quattordici anni. Tra i dilettanti fu, nel biennio 1955-1956, due volte campione italiano di inseguimento a squadre. Nel dicembre 1956 a Melbourne prese parte ai Giochi della XVI Olimpiade gareggiando nella prova di inseguimento a squadre in quartetto con Leandro Faggin, Tonino Domenicali e Franco Gandini. Cadde durante il primo turno contro il Sudafrica e si fratturò una clavicola. Fu quindi sostituito da Valentino Gasparella e la Nazionale italiana vinse la competizione, ma Pizzali non ottenne mai la medaglia d'oro.
Dopo i Giochi fu professionista dal 1957 al 1964, vestendo anche per quattro anni la maglia della Ignis. Gareggiò perlopiù su pista e si aggiudicò quattro titoli italiani di mezzofondo (1958, 1959, 1961 e 1962); ai campionati del mondo di specialità non andò invece oltre un quarto posto nel 1958 e un quinto due anni dopo.

## Palmarès (parziale)
- 1956 (dilettanti)

Giochi olimpici, inseguimento a squadre